# Sono Motors
Sono Motors GmbH est une entreprise allemande qui travaille sur le développement d'un véhicule électrique qui peut être chargé à la fois via le réseau électrique et via des cellules solaires intégrées dans sa carrosserie. La Sono Sion devrait entrer en production au second semestre de 2022 et être livrée aux clients en 2023.

## Histoire
Sono Motors est fondée par Laurin Hahn, Navina Pernsteiner et Jona Christians en janvier 2016 à Karben, dans la Hesse. Une campagne de financement participatif sur le site Internet Indiegogo est lancée pour financer l'entreprise.
La Sono Sion est le premier véhicule développé par Sono Motors. Il s'agit d'une voiture électrique qui peut également se recharger à l'aide des panneaux solaires intégrés à la carrosserie. Ainsi, jusqu'à 34 kilomètres d'autonomie supplémentaires devraient être générés chaque jour. Selon la norme WLTP, la Sion possède une autonomie de 305 km, avec une seule charge.

## Galerie

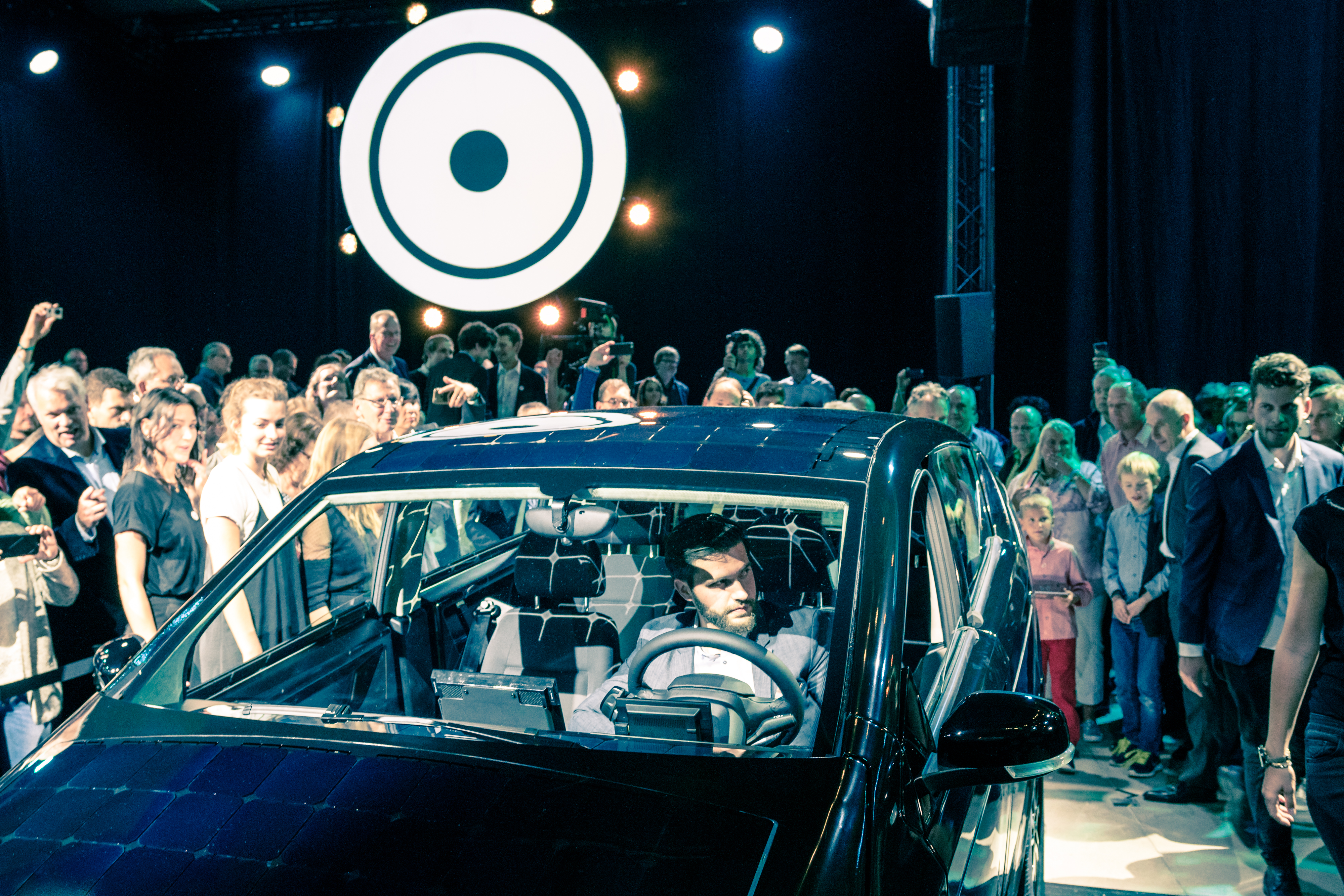
Dévoilement de la Sono Sion.
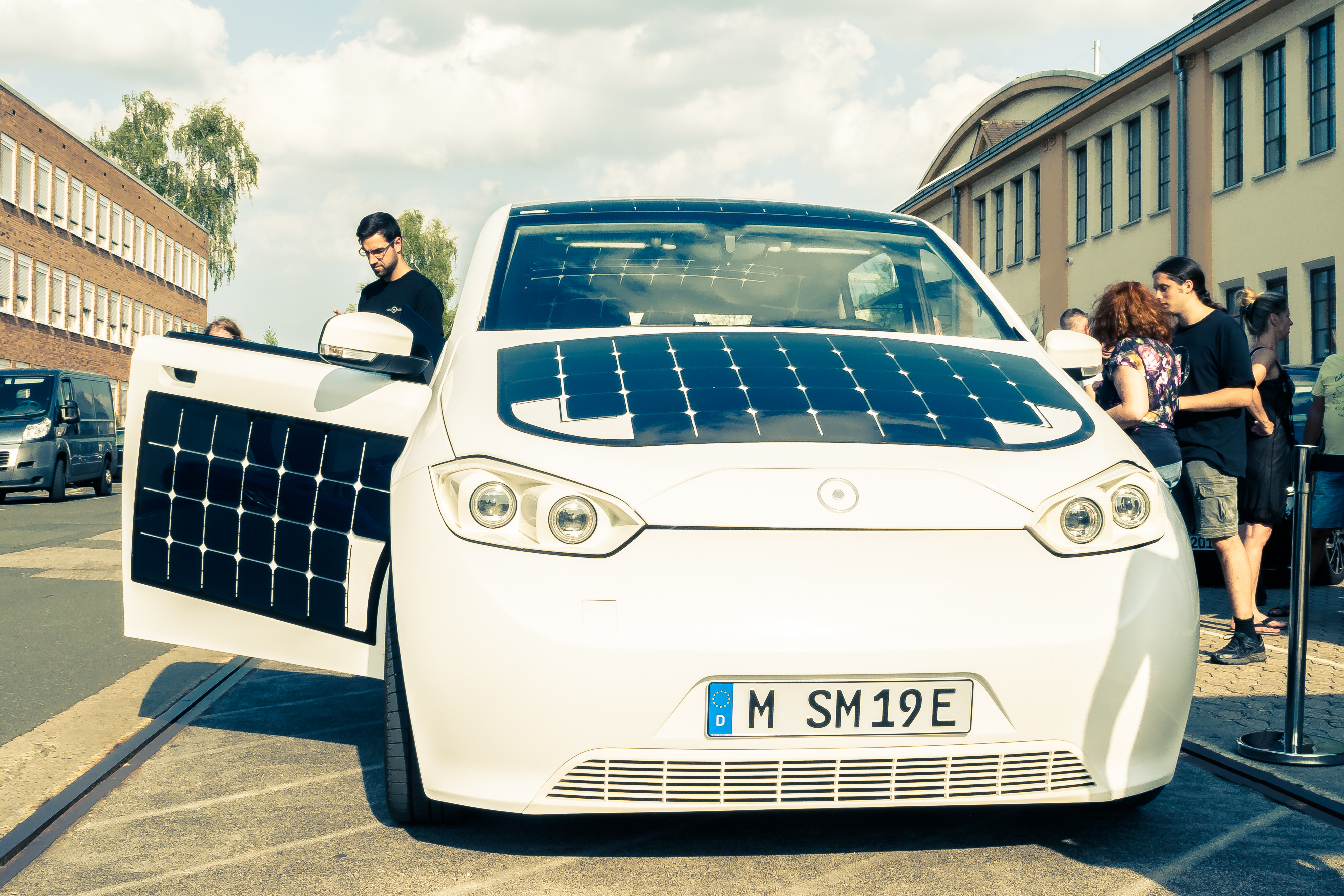
La Sono Sion de front.
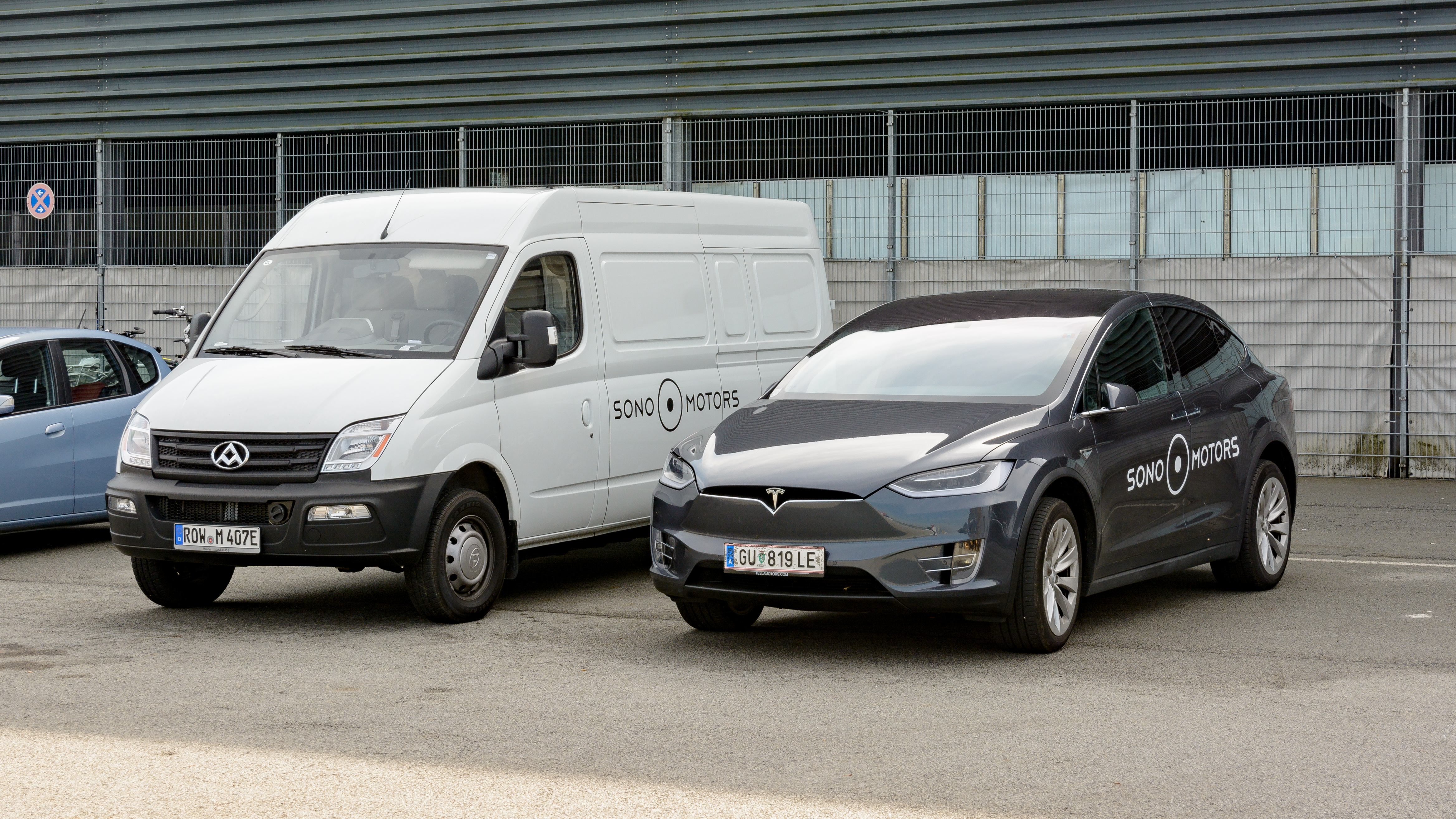
Deux véhicules avec le logo de l'entreprise : un Tesla Model X et un Maxus V80.